# Alexander Anatoljewitsch Kosmodemjanski

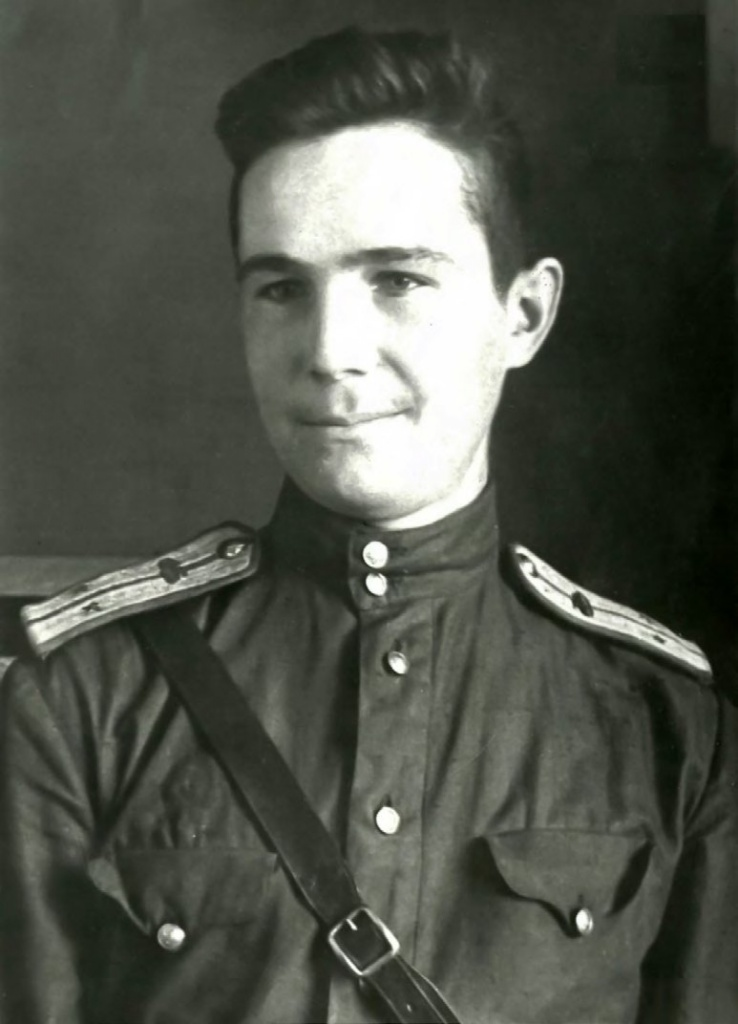
1944

Alexander Anatoljewitsch Kosmodemjanski (russisch Александр Анатольевич Космодемьянский; * 27. Juli 1925 in Ossino-Gai, Gouvernement Tambow; † 13. April 1945 in Vierbrüderkrug, Ostpreußen) war ein sowjetischer Offizier.

## Leben
Kosmodemjanski stammte aus einer Lehrerfamilie. 1930 zog die Familie nach Moskau um, und Kosmodemjanski besuchte die Zehnklassen-Schule Nr. 201 (heute Kosmodemjanski-Gymnasium Nr. 201). Nach der Hinrichtung seiner Schwester Soja im Deutsch-Sowjetischen Krieg als Partisanin durch die Wehrmacht 1941 wollte er an die Front, wo er die Folterer und Henker seiner Schwester zu finden hoffte.
Im April 1942 wurde er in die Rote Armee aufgenommen und 1943 schloss er die Panzerschule Uljanowsk als Unterleutnant ab. Sein erster Kampfeinsatz geschah im Oktober 1943 bei Orscha, worauf die Kämpfe in Weißrussland, im Baltikum und in Ostpreußen sich anschlossen. Für seine Verdienste bei der Eroberung von Königsberg am 6. April 1945 wurde er zum Garde-Oberleutnant befördert und zum ISU-152-Batteriekommandeur in einem Garde-Regiment der 3. Weißrussischen Front ernannt. Am 13. April bei Vierbrüderkrug wurde er tödlich verwundet. Dort wurde für ihn ein Denkmal aufgestellt. Sein Grab befindet sich auf dem Moskauer Nowodewitschi-Friedhof.
Wie seine Schwester Soja Kosmodemjanskaja wurde er ebenfalls postum als Held der Sowjetunion ausgezeichnet. Die Alexander-Kosmodemjanski-Siedlung in Kaliningrad und der 1970 entdeckte Asteroid (1977) Shura (Kosename) sind nach ihm benannt. In Moskau steht eine Stele an der nach Soja Kosmodemjanskaja und Alexander Kosmodemjanski benannten Straße.